# Pawło Posztarenko
Pawło Ołeksandrowycz Posztarenko, ukr. Павло Олександрович Поштаренко (ur. 12 kwietnia 1991 w Kijowie) – ukraiński piłkarz, grający na pozycji bramkarza.

## Kariera piłkarska

### Kariera klubowa
Wychowanek szkoły piłkarskiej Dynamo Kijów i Widradny Kijów, barwy których bronił w juniorskich mistrzostwach Ukrainy (DJuFL). Karierę piłkarską rozpoczął 16 maja 2008 w składzie trzeciej drużyny Dynama Kijów. W 2010 został wypożyczony do trzecioligowego zespołu Roś Biała Cerkiew. Latem 2011 wyjechał do Mołdawii, gdzie został piłkarzem FC Tiraspol. Podczas przerwy zimowej sezonu 2012/13 powrócił do Ukrainy, gdzie zasilił skład Krymtepłyci Mołodiżne. Latem 2013 przeniósł się do Zirki Kirowohrad.

### Kariera reprezentacyjna
W latach 2006–2007 występował w juniorskiej reprezentacji Ukrainy U-17.